# جويل بولك
جويل بولك (بالإنجليزية: Joel Pollak)‏ هو كاتب أمريكي، ولد في 25 أبريل 1977 في جوهانسبرغ في جنوب أفريقيا.